# 水晶山
63°39′S 57°44′W / 63.650°S 57.733°W
水晶山（英語：Crystal Hill）是南極洲的山丘，位於葛拉漢地的特里尼蒂半島南部，海拔高度150米，該山丘由英國研究隊命名，現時由南極條約體系管理。